# Einar Örn Benediktsson
Pour les articles homonymes, voir Benediktsson.
 (janvier 2018).
Si vous disposez d'ouvrages ou d'articles de référence ou si vous connaissez des sites web de qualité traitant du thème abordé ici, merci de compléter l'article en donnant les références utiles à sa vérifiabilité et en les liant à la section « Notes et références ».
Einar Örn Benediktsson, parfois simplement appelé Einar Örn, est un chanteur islandais, né le 29 octobre 1962 à Copenhague. Il a été à la tête, dans les années 1980, des groupes Purrkur Pillnikk (1981 - 1982), Kukl (1983 - 1985) et The Sugarcubes (Sykurmolarnir) (1986 - 1992). Il crée parallèlement le label islandais Smekkleysa (Bad Taste) après avoir travaillé pour le label Gramm.
Titulaire du grade de Bachelor of Arts en technique des médias du Polytechnic of Central London, il s’intéresse à la fois aux nouveaux moyens de communication et à la musique actuelle et organise des concerts et festivals en Islande. Il participe, entre autres, à l’élaboration de la bande-son du film 101 Reykjavík (2000) de Baltasar Kormákur, avec Damon Albarn, avant de fonder le groupe Ghostigital en 2003.

## Biographie

### Naissance et famille
Einar Örn Benediktsson est né le 29 octobre 1962 à Copenhague, Danemark de Valgerður (Vala) Einarsdóttir Kristjánsson, enseignante et chanteuse, Duisbourg 22 avril 1939 - Reykjavik 13 octobre 2016, et Benedikt Örn Árnason, acteur et réalisateur, né le 22 décembre 1931. Vala Kristjánsson est la fille d’ Einar Kristjánsson, chanteur d’opéra. 
Le père de sa mère, Einar Kristjánsson (Reykjavik; 24 novembre 1910 - 24 avril 1966) a suivi une carrière internationale de chanteur d’opéra (ténor) et de lieder. Après des études de chant lyrique à Dresde de 1931 à 1933, il est engagé successivement par les opéras allemands de Dresde (1933 - 1936), Stuttgart (1936 - 1938), Duisbourg (1938 - 1941) et Hambourg (1941 - 1946), ce qui ne l’empêche pas de se produire régulièrement publiquement à Reykjavík. Il signe ensuite un engagement au théâtre royal de Copenhague (Danemark) où il se produit de 1949 à 1962, par exemple dans La traviata (1953). Il revient enfin en Islande et s’installe définitivement à Reykjavík avec sa famille où il enseigne le chant lyrique au Tónlistarskólinn í Reykjavík. Très estimé pour ses qualités à la fois de chanteur d’opéra et de lieder, il fut notamment particulièrement apprécié pour ses interprétations des lieder de Franz Schubert.
Einar Örn a un frère, Árni Benediktsson (24 avril 1964), qui, après avoir obtenu un diplôme d’ingénierie en agronomie, travaillera en différents endroits en Europe (Pays-Bas, France, ..) et exploitera une ferme en Islande avant de gérer les comptes du groupe The Sugarcubes entre 1988 et 1992, pour ensuite diriger une nouvelle exploitation agricole au nord de l’Islande. Il travaille actuellement en tant qu'agent pour des groupes islandais,,.

### Enfance
C’est donc peu après sa naissance qu’Einar se retrouve dans la partie ouest de Reykjavik où lui et son frère seront élevés dans un petit immeuble de Meistaravellir. Bien que n’ayant jamais suivi de cours de chant, sa mère est engagée, durant les années qui suivent, dans des productions musicales : elle tient le rôle d’Eliza dans My Fair Lady, elle joue dans l’interprétation islandaise d’Un violon sur le toit, … Quant à son père, acteur, il interprète de nombreux rôles, principalement pour le théâtre. C’est ainsi dans une ambiance plutôt artistique et bohème qu’Einar et son jeune frère grandissent, inséparables et assez libres. En dehors de l’école les deux enfants occupent souvent leur temps libre devant les scènes de théâtre, durant les répétitions, ou derrière, pendant ou après les représentations. Einar est un enfant sans problèmes, plutôt expansif, qui trouve très tôt chez les scouts l’occasion de satisfaire son besoin de mouvement et de communication. Son frère suit. Einar endosse en quelque sorte assez vite le rôle de tuteur.
Alors qu’Einar à 11 ans, ses parents divorcent. Les enfants sont à la garde de leur mère qui déménage pour s’installer non loin, rue Nýlendugata, plus près du centre et du port. Si Einar ne semble pas trop affecté par ce divorce, celui-ci aura tout de même des conséquences importantes pour son avenir puisque son père s’installe en Angleterre. Lors de leurs visites régulières à leur père les deux enfants/adolescents auront ainsi, durant la deuxième moitié des années 1970, l’occasion d’être des témoins privilégiés du mouvement punk, ce qui laissera une très forte marque sur l’esprit du jeune Einar. C’est également vers l’âge de 11 ans qu’Einar entre au Hagaskóli, établissement de ce qui représente l’équivalent de notre collège. Très vite Einar y noue des relations privilégiées avec deux autres écoliers qui resteront pendant les années qui suivront ses meilleurs amis, Bragi Ólafsson et Friðrik Erlingsson (dit « Frikki »). De nombreuses choses rapprochent les jeunes Einar et Friðrik : le père de ce dernier est également acteur, il habite Öldugata, et sa mère est musicienne et professeur de guitare. Friðrik en joue d’ailleurs déjà plutôt bien. Il est de plus très doué pour le dessin. Mais si, durant ces années de collège Friðrik et Bragi s’intéressent plutôt à la musique, au point de former un groupe de rock influencé par des formations comme Emerson, Lake & Palmer, Yes ou King Crimson, Einar, lui, ne participe pas au groupe, ne ressentant alors aucune attirance particulière pour la musique en général. Jusqu’au printemps 1977.

### Adolescence
Einar n’a pas encore 15 ans. Lors d’une de ses visites, son père lui ramène d’Angleterre le premier single du groupe Buzzcocks, Spiral Scratch. Pour la première fois un morceau, un style de musique, correspond parfaitement à son état d’esprit, son caractère. Durant l’été 1977, lorsqu’il partira chez son père, il n’aura de cesse de chercher de nouveaux disques issus de ce style émergeant que l’on appelle punk et de se renseigner sur les groupes qui en sont les représentants. Durant les quelques années qui suivent il dévore avec boulimie tout ce qu’il peut trouver sur les groupes punks, se procure toutes les semaines les magazines anglais Sounds, Melody Maker et New Musical Express (NME), tous les mois Zigzag, .. Il ne se contente d'ailleurs pas de suivre le mouvement punk dans son aspect musical, mais en adopte également le style vestimentaire en ajoutant par exemple les compléments indispensables (épingles à nourrice, ..) aux fripes démodées qu’il peut trouver à Reykjavík. En 2001, Gunnar Lárus Hjálmarsson, dira ainsi de lui, dans son histoire du rock en Islande, qu’il fut certainement le premier véritable punk de Reykjavík.
Il est à noter qu’en ce mois de septembre 1977 paraît une première interview, dans un article des pages culturelles du quotidien Morgunblaðið intitulé « je compose souvent des morceaux, mais les oublie complètement tout de suite après », d’une fille de 11 ans au caractère bien trempé. Elle y relate la façon dont s’est déroulé, durant l'été, l’enregistrement d’un disque qui paraîtra quelques semaines plus tard. Il y a fort à parier qu’Einar, à ce moment-là, ne prête aucune attention à cet article, pas plus qu’au disque lui-même ou à l'interviewée dont il est question, une certaine Björk Guðmundsdóttir, qui deviendra pourtant, quelques petites années plus tard, l’une de ses plus fidèles amies.
En 1978, Einar entre au Menntaskólinn við Hamrahlíð(MH), lycée pré-universitaire de Reykjavik réputé, entre autres, pour le niveau de son enseignement en lettres et sur les activités artistiques. Il y obtiendra un diplôme en lettres modernes en 1981. Ses amis Friðrik Erlingsson et Bragi Ólafsson, quant à eux, s’orientent tout d’abord vers un cursus commercial en intégrant le Verzlunarskóli Íslands (VÍ). Mais Friðrik abandonne rapidement cette voie pour entrer au Myndlista-og Handíðaskólinn, école de peinture et d’arts manuels, et Bragi rejoindra le MH après avoir obtenu son diplôme commercial.

## Carrière musicale

### Premières implications
Dès 1977-1978, cette passion pour la musique punk devient, chez Einar, une incitation supplémentaire à l’action et la communication. Il ne lui vient pourtant pas alors à l’esprit de mettre son énergie dans une formation rock/punk comme nombre de jeunes gens de ces années là : il ne sait jouer d’aucun instrument et ne peut encore envisager de chanter. En 1978, selon Jónatan Garðarsson, personnalité de la télé islandaise et fondateur du label Spor, Einar propose déjà ses services lors d’un concert islandais des Stranglers. Plus tard, début 1980, il aidera le groupe Fræbbblarnir à sortir son premier album False Death grâce à certaines de ses connaissances à Sheffield et s’arrangera pour faire venir la formation The Clash en Islande le 21 juin de cette même année. Mais il cherche également à faire partager sa passion à travers la radio, en particulier en entrant en contact avec les animateurs de l’une des émissions musicales de l’unique station radio de Reykjavík en 1977, Áfangar, laquelle devait jouer un rôle essentiel quelques années plus tard dans la formation du groupe Kukl, elle-même entrainant celle du groupe The Sugarcubes.
Au début des années 1970 deux jeunes camarades du lycée Menntaskólinn við Tjörnina (actuellement Menntaskólinn við Sund (MS)), à Reykjavik, aspirent à faire partager leurs goûts musicaux par le plus grand nombre. Ils ont l’idée d’envoyer un projet d’émission musicale à l’unique station radiophonique, émise par la radio publique islandaise Ríkisútvarpið (RÚV). Leur projet est étudié et accueilli favorablement, de sorte qu’ils sont invités à présenter une première série d’émissions en août 1974. Mais c’est au tout début de l’année 1975 que les deux compères, Ásmundur Jónsson et Guðni Rúnar Agnarsson, alors âgés respectivement de 20 et 19 ans, lancent leur programme musical sous un format hebdomadaire (le vendredi soir). Par rapport aux autres programmes musicaux à tendance pop de la chaîne (Lög unga fólksins, Popphornið et Tíu á toppnum), Áfangar se distingue par une programmation à la fois plus pointue et plus éclectique (le rock ou le folk y côtoie le jazz, la soul ou certaines pièces classiques), même si les deux animateurs ne cachent pas leur penchant pour la musique folk de la Westcoast américaine.
Einar Örn entre ainsi en contact avec les deux DJ en 1977 et se lie rapidement d’amitié avec Ásmundur. Entre 1977 et 1979 il alimentera l’émission des singles de punk-rock issus de groupes anglais ou américains qu’il ramènera lui-même d’Angleterre. La programmation de l’émission sera alors plutôt tournée vers ce genre musical. Il est à noter que, d'autre part, Ásmundur Jónsson et Guðni Rúnar Agnarsson entrent en 1977 dans le label Fálkinn, rue Laugavegur, qui sortira en cette fin 77 le disque de Björk Guðmundsdóttir, Björk, dont il a été question plus haut. Fálkinn fait partie d'un groupe industriel aux activités multiples qui produit et fabrique des disques à partir de 1930. Actuellement le groupe ne fabrique des disques que pour le compte d'autres label, y compris étrangers, et ne les produit plus.

### Première expérience en tant qu'agent
Début 1980, sous l’impulsion de deux frères guitaristes, Daniel et Mike Pollock et du chanteur Bubbi Morthens, se forme, à Reykjavik, un nouveau groupe punk qui allait marquer les esprits malgré sa courte existence - le groupe se séparant en août 1981 - en bénéficiant de nombreuses couvertures médiatiques, en particulier à la suite de leur concert du Félagsheimili Kópavogs, le 12 avril 1980, à l'occasion duquel le quotidien þjóðviljinn leur consacre une page entière. Le bassiste Rúnar Erlingsson et le batteur Magnús Stefánsson étaient venus compléter la formation du nom de Utangarðsmenn.
Malgré son jeune âge (il a tout juste 18 ans) l’impression qu’a laissée Einar lors de l’organisation du concert des Clash à Reykjavík le 21 juin 1980 (le groupe Utangarðsmenn en assurait la première partie) est telle que Daniel Pollock le contacte en automne 1980 pour lui proposer d’être leur agent. Einar accepte la fonction qui consiste essentiellement à trouver des lieux de concerts, organiser les manifestations et les tournées et en faire la promotion. Il est encore lycéen et ce travail exige de lui une énergie hors du commun ainsi qu’une bonne dose de débrouillardise. Après une période de concerts en Islande, Einar accompagne même la formation à l'étranger, en particulier dans les pays scandinaves et aux Pays-Bas. Durant toute cette période, les relations entre les membres du groupe d'une part et Einar de l'autre resteront courtoises et respectueuses mais néanmoins strictement professionnelles, la différence d’âge expliquant peut-être cela, au moins en partie.

## Groupes

### Purrkur Pillnikk
Purrkur Pillnikk est un groupe, éphémère, qui ne dure que 18 mois (mars 1981-septembre 1982), et était très actif, avec la publication de deux 33-tours, deux 45-tours et un album live. Les caractères distinctifs du groupe étaient les hurlements et le chant, en dehors de la tonalité générale, de Einar Örn, ainsi que les paroles qui décrivaient souvent des choses terre-à-terre de façon angoissante. Des membres du groupe se retrouvèrent plus tard dans le groupe Kukl, ou en 1986 dans The Sugarcubes.
C’est dans ce contexte qu’en ce début du mois de mars 1981 trois amis d’Einar, Friðrik Erlingsson à la guitare, Bragi Ólafsson à la basse et Ásgeir Bragason à la batterie (il avait une formation de bassiste), se réunissent dans un local pour composer une dizaine de morceaux en utilisant le matériel du groupe Utangarðsmenn qu'Einar avait emprunté pour eux. Einar est présent. Les trois musiciens lui tendent alors un micro et lui demandent d’improviser sur leurs morceaux en s’exprimant comme il veut. Après une hésitation Einar s’exécute. Ce qui n’était alors que le fruit de la spontanéité du moment deviendra par la suite la caractéristique essentielle du groupe Purrkur Pillnikk, Einar délivrant généralement sur scène et en studio un numéro de chant où se mêleront cris, vociférations, gémissements et râles dans une débauche d’énergie, d’agitation et de mimiques parfois théâtrales ou teintées d'agressivité.
Ásmundur Jónsson (dit Ási) a déjà acquis chez Fálkinn une expérience de quelques années sur le fonctionnement d’un label quand Einar lui demande de s’occuper de la sortie de leur premier disque. Ási profite alors de l’occasion pour s’associer avec Dóra Einarsdóttir et Björn Valdimarsson avec qui il jette les bases d’une nouvelle société de management et de production qu’ils nomment Gramm. Les trois associés demanderont plus tard à Einar de se joindre à eux. En mai 1982, les Purrkur Pillnikk sont en concert à Londres. Ils y retrouvent John Loder qui gère le studio d’enregistrement Southern Studios de Londres où le groupe avait enregistré leur LP Ekki enn. John Loder est accompagné de Derek Birkett et Andy Palmer avec lesquels Einar Örn sympathise rapidement.

### Kukl

#### Formation et débuts
Durant l’été 1983, la radio publique islandaise Ríkisútvarpið (RÚV) opère une profonde réorganisation de son contenu et une importante mutation dans l’ensemble de ses animateurs. Elle doit en effet lancer une deuxième station, Rás 2, devant s’ajouter à celle déjà en place (Rás 1). Elle sait par ailleurs que les jours de son monopole sont désormais comptés – les ondes télé et radio seront libéralisées en 1985 - et se prépare à faire face à la concurrence. Dans ce contexte certaines émissions sont purement et simplement supprimées. Parmi celles-ci se trouve le programme hebdomadaire Áfangar qui doit produire sa dernière émission le vendredi 29 juillet, à minuit. À cette occasion les deux animateurs ont l’idée d’inviter quelques musiciens qu’ils ont pu apprécier durant leurs presque neuf années de diffusion. Einar Örn reçoit naturellement une invitation. Sont également invités Björk Guðmundsdóttir du groupe Tappi Tíkarrass, Guðlaugur Kristinn Óttarsson et Sigtryggur Baldursson du groupe Þeir, Þór Eldon et Einar Melax du groupe Fan Houtens Kókó, Birgir Mogensen des groupes Spilafífl et Með Nöktum, et ayant collaboré avec le groupe punk anglais Killing Joke, Árni Kristjánsson du groupe Vonbrigðum et Sjón. Si ce dernier et Þór Eldon, alors en France, ne peuvent répondre à l'invitation, Árni Kristjánsson, lui, la décline. D'autres, par contre, participeront également à l'émission, comme Megas, accompagné, entre autres, de Bragi Ólafsson à la basse,.
Montée pour cette unique occasion, la formation se produit donc dans le studio de l’émission après une quinzaine de jours de répétitions, sous le nom de Gott Kvöld. Dans sa biographie sur Björk, Mark Pytlik rapporte ainsi les propos de Jónatan Garðarsson sur cette soirée : « Ce concert s’est révélé être un très bon moment. La plupart de ceux qui étaient dans le studio à ce moment-là ont continué à travailler ensemble, ce qui n’était pas prévu. Je pense que c’est principalement grâce à Einar qu’ils ont poursuivi, parce qu’il était toujours le plus combatif. Il est comme une force. » Einar réussi en effet à convaincre Björk Guðmundsdóttir (chant), Guðlaugur Kristinn Óttarsson (guitare), Sigtryggur Baldursson (batterie), et Birgir Mogensen (basse) de se retrouver afin de se produire une fois sur la scène du concert Við krefjumst framtíðar qu’il est en train d’organiser et qui doit se tenir un peu plus d’un mois plus tard. Il faut un nom à cette formation et c’est Björk qui propose celui de Kukl (sorcellerie, magie) durant les répétitions ayant lieu durant ce mois d’août. Le nom est adopté et ajouté à l’affiche du festival aux côtés de Crass, Flux of Pink Indians ainsi que d’autres groupes punks (Ikarus). C’est donc le 10 septembre 1983 que Kukl fait ses débuts dans une salle Laugardalshöll, à Reykjavik, pleine d’environ 5 000 personnes. Le concert est un succès et encouragera les membres du groupe à poursuivre leur collaboration.
À l'automne 1983 Einar s'inscrit au cursus de Technique des médias du Polytechnic of Central London (PCL), à Londres (University of Westminster depuis 1992) à l'issue duquel il obtiendra le grade de Bachelor of Arts au printemps 1986. Il s'installe donc dans la capitale britannique, dans le district de Stoke Newington, et y restera 4 ans, jusqu'en 1987. Très rapidement, Einar y renforce ses relations avec les membres du collectif Crass, en particulier avec le groupe Flux of Pink Indians et son batteur Martin Wilson. Il passe la plupart de son temps libre avec eux et se produit même parfois en concert avec le groupe. Durant les deux années et demie qui vont suivre, alors que la formation Kukl tournera en Islande et dans différents pays d’Europe, Einar participera aux concerts pendant les vacances universitaires ou enregistrera les vocaux qui seront utilisés sur scène lors de son absence. Il apportera également sa contribution vocale à certaines prestations du groupe au travers d’une liaison téléphonique depuis la capitale britannique. C’est durant sa période de résidence à Londres qu’Einar épouse Guðrún Margrét Jónsdóttir (née à Reykjavik, le 13 août 1963), en décembre 1984. Elle prépare un Bachelor of Science en Sciences Physiques à l’Imperial College de Londres qu’elle obtiendra au printemps 1987.

#### Albums
Contrairement au groupe Purrkur Pillnikk qui servait essentiellement de prétexte à quatre amis pour se retrouver et manifester leur intérêt commun pour une certaine forme de musique, Kukl est l’association accidentelle et, en quelque sorte, artificielle de six individualités ayant au départ peu de rapport entre eux. Si tous ont déjà eu l’occasion de se rencontrer sur la scène punk-rock forcément étroite de la petite capitale islandaise, seuls Gulli (Guðlaugur Kristinn Óttarsson) et Siggi (Sigtryggur Baldursson) ont une expérience musicale commune acquise au sein du groupe Þeyr, seule formation ayant eu jusqu’alors une certaine notoriété et la faveur de la critique en Grande-Bretagne. Plus âgé que les autres membres du groupe – il est né le 11 décembre 1954 – et doté de l’avantage que lui confère sa position privilégiée d’ex-guitariste de Þeyr et d’ingénieur en physique et électronicien à la tête d’une petite société d’électronique et informatique, Gulli contribue largement au choix de la direction que prend le groupe, à la fois au niveau musical et sur son aspect visuel, son style et son penchant pour l’ésotérisme. Celui qui se fait appeler God/Gud Krist sur les pochettes des deux albums du groupe fait naître au sein de la formation une tension perpétuelle qui entrainera par ailleurs sa rupture au printemps 1986. D’autre part les liens étroits qu’entretient Einar avec les membres du collectif Crass et l’implication du groupe dans leur tournées - ils accompagnent Crass et Flux of Pink Indians en 1984 en soutien aux mineurs britanniques alors en grève - même s’il n’en partage pas les motivations purement politiques, radicalisent encore davantage l’attitude des membres sur scène et lors des tournées en Islande et en Europe. Fin 1983 et dans les premiers mois de 1984 le groupe se contente de répéter, souvent sans la présence d’Einar, et de faire quelques concerts en Islande où ils se confrontent, au mieux à l’indifférence, au pire à l’hostilité, de la presse et du public. Sur l’idée d’Einar le groupe enregistre quand même son premier LP The Eye en janvier 1984 aux Southern Studios de Londres.
En été 1984 Kukl entreprend une tournée en Angleterre et sur le continent européen qui les amènera à parcourir les Pays-Bas, le Danemark, l’Allemagne, la France et l’Italie (Einar s’occupe de l’organisation en Grande-Bretagne tandis que Siggi et Ásmundur Jónsson, qui suit le groupe, s’occupent des autres pays). Ils y reçoivent généralement un bon accueil de la part de la presse spécialisée. The Eye, sorti en Angleterre en septembre 1984 sur le label Crass est également bien reçu par la presse et une partie du public européen : il est placé en sixième position des ventes de disques indépendants par le magazine britannique Music Week. La presse étrangère peut même se montrer enthousiaste au point que, par exemple, le journaliste danois Jan Sneum invite spécialement le groupe à se produire dans son pays en juin 1985. Paradoxalement ce n’est qu’en réaction au succès de la formation à l’étranger que les médias islandais commencent à s’intéresser au groupe, constat qui se renouvellera avec le groupe The Sugarcubes (Sykurmolarnir) et laissera longtemps à Einar et à Björk un sentiment d’amertume quant à l'attitude de leurs compatriotes de la presse et des élites culturelles en général. Plus ambitieux et plus travaillé, le deuxième album de Kukl, Hollidays in Europe, enregistré en octobre 1984, s’inspire de cette première tournée; les huit morceaux qui le composent sont autant de références aux grandes villes traversées par le groupe. Le groupe repart ensuite en tournée avec Crass, Flux of Pink Indians et The Fall.

#### Séparation
En février 1986, Kukl est invité à assurer la première partie de Einstürzende Neubauten à Berlin. Ils en profitent pour faire une mini-tournée sur le continent; Einar les rejoint à Amsterdam et le groupe se produit également à Hambourg et Copenhague. Ce seront alors leurs dernières prestations scéniques devant un public étranger. Einstürzende Neubauten devant se produire à Reykjavik le 19 mai de cette même année, Kukl est naturellement amené à assurer de nouveau la première partie. Einar prépare son examen final et ne peut être présent; il enregistre sa partie vocale pour l’occasion. Les tensions entre les autres membres du groupe et le guitariste Gulli sont telles, durant la préparation de ce concert, que Siggi et Bigir claquent la porte d'une répétition. Ils téléphonent à Einar, à Londres, qui s’entend avec eux sur le fait qu’après un peu plus de deux années d’existence, la formation s’arrêtera après leur courte prestation devant être enregistrée dans les studios de la télévision islandaise. Cette dernière prestation sera diffusée le 2 mai 1986 dans l'émission intitulée Rokkarnir geta ekki þagnað (les rockeurs ne peuvent pas se taire), présentée par Jón Gústafsson. Durant une vingtaine de minutes Einar y donne la réplique à une Björk arborant un ventre dénudé dont les rondeurs dévoilent une grossesse déjà avancée (elle donnera naissance à son fils Sindri Eldon Þórsson le 8 juin), ceci dans un décor apocalyptique de poutres lumineuses et de voiles disposés de manière chaotique.
Pendant ces quelque deux ans et demi d'existence du groupe, Einar Örn aura expérimenté avec Björk une sorte de jeu ou de joute vocalique, souvent surréaliste, aux accents parfois dramatiques et sans aucun souci de plaire ou de se conformer aux attentes du public, Einar vociférant plutôt que chantant et poussant même parfois le paroxysme théâtral en s'étranglant par exemple avec le fil de son micro, jusqu'à parvenir au bord de l'évanouissement.

### The Sugarcubes
Parmi les personnes gravitant autour du groupe Kukl se trouvaient certains membres du groupe littéraire et culturel Medúsa qui se réclamait des mouvements surréaliste et dadaïste et auquel appartenait Einar Melax lui-même. Sjón et Þór Eldon en particulier se produisaient parfois sur scène, en première partie de leurs concerts, pour clamer des poèmes de leur composition, ce qui n'était pas toujours du goût des membres de Crass moins guidés par des motivations culturelles que politiques. À la fin du printemps, début de l’été 1986, Einar rentre d’Angleterre et passe une grande partie de son temps au domicile de Björk Guðmundsdóttir et Þór Eldon, le couple ayant souvent accueilli les membres de Kukl pour les répétitions du groupe dans les différents lieux d’habitation qu’ils ont occupés durant cette période. Einar et Þór envisagent la création d’une association culturelle de portée plus générale et plus ambitieuse que Medúsa.
Parallèlement à la constitution du collectif Smekkleysa, et dans le même esprit, il est décidé de fonder un nouveau groupe composé d’Einar Örn au chant et à la trompette, Björk Guðmundsdóttir au chant, Þór Eldon et Friðrik Erlingsson aux guitares, Bragi Ólafsson à la basse, Sigtryggur Baldursson à la batterie et Einar Melax aux claviers. Einar a en effet fait appel à ses deux compagnons et amis de Purrkur Pillnikk, Bragi ayant, entre-temps, joué dans le groupe Ikarus puis « pris du recul par rapport aux activités musicales » en s’établissant une année en Espagne, Friðrik, lui, ayant vecu à Akureyri.
En été 1987, Einar et son épouse reviennent définitivement en Islande. À la recherche d’un logement et d’un emploi, le couple se voit offrir les deux dans l’établissement Fjölbrautaskóli Vesturlands de la ville d’Akranes, où Guðrún enseigne la physique et Einar les techniques des médias. Emporté par le succès inattendu du groupe en Angleterre à partir de l’automne 1987, sous le nom de The Sugarcubes, Einar fera pratiquement tous les soirs l’aller-retour entre Akranes et Reykjavik pour les répétitions. Les destinées de Guðrún et d’Einar prennent alors petit à petit des chemins divergeant et le couple se sépare dans la première moitié de l’année 1988. Einar démissionne de son poste au bout d’un semestre pour se consacrer entièrement à Smekkleysa et à la formation.
Le magazine musical britannique Melody Maker consacre Birthday « single de la semaine » dans son numéro du 23 août 1987. Le 24 octobre le groupe se retrouve simultanément en couverture des deux principaux hebdomadaires musicaux britanniques, New Musical Express (NME) et Melody Maker. En l’espace de six mois, trois couvertures du Melody Maker, une du NME, une de Sounds leur sont consacrées, pour ne citer que ces quelques exemples.
Si le groupe Kukl avait permis à ses membres de parcourir et découvrir de nombreux pays d’Europe, le succès des Sugarcubes entraînera Einar et ses compagnons sur les cinq continents entre 1988 et 1992. À la suite de nombreux concerts en Europe, pour la promotion de leur premier album, et peu après l’intégration dans la formation de Margrét Örnólfsdóttir (Magga), aux claviers, en juin 1988, le groupe s’envole pour la première fois vers le continent américain. Ils se produisent à Washington le 27 juillet, qui sera le point de départ d’une tournée de quelques semaines passant par 25 villes des États-Unis et du Canada, pour une trentaine de concerts, jusqu'au début du mois de septembre.

## Post-Sugarcubes

### Paternité
Interrogé sur la façon dont il voit l’avenir du second album des Sugarcubes, Einar Örn confie à Jonh Wilde, en août 1989 : « Nous ne nous préoccupons même pas de savoir comment marchera cet album. En même temps, cela ne nous procurerait aucune satisfaction particulière de le voir se planter. Personne ne veut voir mourir son bébé. C’est mon nouveau bébé. Je suis le seul dans le groupe qui n’ai pas de bébé ou qui n’attends pas de bébé. Ca me donne l’impression d’être un phénomène à part ». Et il est vrai qu’Einar n’a pas encore eu l’occasion de se lancer dans une nouvelle relation durable et de fonder une famille après son divorce d’avec Guðrún Margrét Jónsdóttir (qui s’est remarié et attend alors une fille).
C’est pendant la tournée européenne de l’automne 1989 des Sugarcubes qu’il lui vient l’idée d’un canular qui prendra des proportions inattendues. Árni Matthíasson raconte : « Pendant toute la tournée européenne, One Little Indian n’avait reçu aucune nouvelle du groupe et, à la fin, est tombé un fax provenant de Suède qui annonçait que Bragi et Einar s’étaient mariés dans la matinée et avaient l’intention de passer la nuit à l'Hôtel Scandic Sergel Plaza de Stockholm avec un quatuor à cordes à l’intérieur de la chambre. 
Cela fit naturellement grand bruit chez Ola [One Little Indian] et non moins dans la presse pop britannique, car personne ne s’en était douté. Les gros titres furent consacrés à la nouvelle, alors que la plaisanterie était venue un jour à l’esprit de Bragi et d’Einar tandis qu’ils étaient en train de trinquer, comme souvent, après un concert. […] Pour la petite histoire on peut noter que Libération, à Paris, s’est longuement étendu sur le sujet de leur mariage. »
De fait, dans le mensuel musical anglais Select on peut par exemple encore lire, en 1991, dans un article consacré à la promotion du troisième album du groupe : « Ce qui ajoute à la confusion est le fait qu’Einar et Bragi sont mariés. Ils ont franchi le cap l’année dernière en partie car tout le monde dans le groupe semblait être marié et en partie parce que, comme l’énonce Einar… « Nous nous connaissions depuis 15 ans et ne nous étions jamais disputés. Ce n’est pas un mariage homosexuel, c’est un mariage d’amitié. Le mariage devrait toujours être d’amitié et d’admiration mutuelle, et j’admire complètement ce type. » Comment est la vie maritale ? « C’est excellent, » s’esclaffe Einar. « On peut dire qu’on est liés. On porte les mêmes chaussettes. » Et les deux lèvent leur pied en l’air pour en faire la démonstration. Pour une raison indéterminée, le fait qu’ils portent bien les mêmes chaussettes est pour eux d’une très grande portée burlesque. Bragi porte sa main devant sa bouche, regarde Einar et s’esclaffe. »
On peut également lire, en 1998, dans le chapitre sur les Sugarcubes de la biographie illustrée de Björk que lui consacre le journaliste rock Jordi Bianciotto, qui travaille, entre autres, pour le mensuel espagnol Rock De Lux : 
Pourtant, en mars 1991, Phil Ox, de Rock & Folk, dévoile la supercherie : « Il y a deux ans, en tournée suédoise, Einar et Bragi, le bassiste, ont même pris une revanche méritée en annonçant leur mariage unisex à l’attachée de presse de One Little Indian, leur label anglais. Celle-ci, un peu naïve, s’est fendue d’un communiqué de presse qui a fait le tour des rédactions et plus d’une colonne de texte. Même si, en toute euh… normalité, Einar fréquente une jolie danseuse et que Bragi s’apprête de son côté à être papa dans quelques mois. » De fait, depuis 1990, la « jolie danseuse » en question, Sigrún Guðmundsdóttir, partage la vie d’Einar Örn. Elle l’accompagne au Japon au printemps 1990 et aux États-Unis, en 1991. Mais le couple attendra 1992 pour donner naissance à leur premier enfant, un fils dénommé Hrafnkell Flóki mais surnommé Kaktus depuis sa naissance. Vers l’âge de 7 ou 8 ans l’enfant montrera des prédispositions musicales, en particulier pour la trompette, et se produira parfois sur scène avec son père, à partir de l’âge de 11 ans, lorsque ce dernier se lancera dans l’aventure Ghostigital.
Hrafnkell Flóki Einarsson, accompagné de Örnólfur Eldon, le fils de Þór Eldon, monteront également sur scène le 17 novembre 2006, dans la salle Laugardalshöll de Reykjavík, devant environ 5 000 personnes, pour le dernier morceau du concert des Sugarcubes, Luftguitar, à l’occasion de leur prestation exceptionnelle, célébrant le 20e anniversaire de leur formation. Einar et Sigrún donnent naissance à deux autres garçons : Kolbeinn Hringur, en 1999, et Arngrímur Broddi, en 2001. Bien qu'Einar se soit souvent défendu de faire partie sérieusement des instrumentistes (il joue de la trompette), des interprètes, ou même des chanteurs (en 2003, il confie à Árni Matthíasson : « Je trouve que c'est vraiment dévalorisant pour les musiciens que de prétendre en être un, certains parmi eux pourraient s'offusquer de se retrouver assis sur le même banc que moi »), il semble qu'il ait su transmettre à ses fils un penchant pour la musique en général, et les cuivres en particulier. » En effet on trouve en juin 2007 Kolbeinn Hringur Einarsson parmi les 18 membres instrumentistes à vent de la petite section (A-Sveit) du Skólahljómsveit Grafarvogs, groupe scolaire instrumental reconnu de Grafarvogur - partie résidentielle du grand Reykjavik où habitent Einar et sa famille depuis quelques années - qui comprend trois sections, dirigées par Einar Jόnsson et s'étant déjà produit dans différents pays d'Europe depuis sa création, en 1992/1993 (Danemark, Portugal, Norvège, Luxembourg, Hongrie...). Kolbeinn Hringur y apprend à jouer du saxophone.

### Hilmar Örn Hilmarsson
Parmi les personnes qui ont joué un rôle significatif dans le parcours musical d'Einar Örn on peut citer Hilmar Örn Hilmarsson, dont le nom est souvent évoqué par l’acronyme HÖH. Ce dernier cofonde, au tournant des années 1970 et 1980, le groupe Þeyr ; il commence sa carrière en tant que batteur et poursuit comme manager du groupe. Il fonde à cette même époque le label Eskvímó avec Guðni Rúnar Agnarsson, l'un des deux animateurs de l'émission radiophonique Áfangar. Einar et Hilmar deviennent des amis durant cette période et travaillent ensemble dans la première moitié de la décennie 80. Ils ont l'intention de collaborer à nouveau pour la sortie d'un disque, mais les évènements en décident autrement. Einar est pris dans la spirale Sugarcubes et Hilmar collabore avec les musiciens de diverses autres formations. Hilmar suit néanmoins l'enregistrement du deuxième album des Sugarcubes Here Today, Tomorrow Next Week !. Il compose également de nombreuses musiques de film. On lui doit, entre autres, la bande son du film, sorti en 1991, Börn náttúrunnar (Enfants de la nature), du réalisateur islandais Friðrík Þór Friðríksson, avec qui il a déjà travaillé et qui fera encore de nombreuses fois appel à lui pour la musique de ses œuvres. Ce film reçoit 23 prix internationaux et est nommé pour l'Oscar du meilleur film en langue étrangère, en 1992. Hilmar Örn reçoit quant à lui, en 1991, le prix européen Felix du compositeur de musique de film de l'année. L’album de la musique originale Children of Nature sortira en 1996 sur le label Touch.
Au printemps 1992, alors que le groupe The Sugarcubes voit ses perspectives d’avenir s’assombrir progressivement, Einar trouve enfin l’occasion de concrétiser son désir de produire un disque avec son ami. Le duo dénomme le projet commun Frosbite (terme qui désigne leur collaboration). L’album est enregistré très rapidement dans les studios de Hafnarfjörður et mixé à Londres dans les mois qui suivent. Il sort en Angleterre sous le titre The Second Coming, en août 1993, sur le label One Little Indian. Le disque comprend huit morceaux d’une musique électro fortement inspirée par l’état d’esprit d’Einar, les rythmes sont soutenus et les sonorités, un peu dures, issues de samples retravaillés sur des machines, évitent les répétitions. L’album présente également un côté “bidouillage expérimental”, caractéristique de la mentalité des deux hommes : selon Hilmar Örn, par exemple, la rythmique ne provient pas de l’électronique mais est enregistrée à l’aide d’instruments de cuisine, ou encore de ventouses pour déboucher les éviers. Einar pose sa voix sur certains morceaux avec des textes traitant de la vie nocturne de Reykjavik.
Le projet Frosbite se termine sur cet unique enregistrement, mais fin 1997, alors qu’il s’établit momentanément et par intermittence à Londres afin de développer le site Internet du label One Little Indian, Einar entame parallèlement une nouvelle collaboration musicale avec Hilmar Örn, à laquelle se joint cette fois le batteur Sigtryggur Baldursson. Leur nouvelle association prend le nom de Grindverk. Interrogé sur cette collaboration, Einar relate leur travail ainsi : « - N’aviez-vous pas travaillé ensemble avec Sigtryggur depuis les Sugarcubes ? - Non, mais nous avions envie de tenter quelque chose et nous nous sommes réunis ce jour-là dans le studio d’enregistrement, avec Hilmar Örn. Il n’est pourtant pas sorti grand-chose de notre travail; nous avons simplement essayé de connecter les ordinateurs ou ce genre de chose. Et quand nous avons fait le point sur le résultat de la journée, il y avait un semblant de morceau à moitié fini que nous avons écouté et qui nous a plu. Nous l’avons alors enregistré sur une petite bande que j’ai prise avec moi et que j’ai fait écouter à des amis à moi à Londres et ils ont trouvé ça génial. Ils possèdent un petit label qui s’appelle Fat Cat Records et ils ont mis le morceau sur un disque avec une compilation d’autres morceaux qui devaient sortir, de sorte que nous nous sommes sentis obligés de continuer à travailler ensemble et cela nous a amené en avril 1998 où nous nous sommes réunis à Londres, nous y sommes resté une semaine et avons enregistré un disque entier. Il doit sortir bientôt chez Fat Cat Records, mais le premier 30-cm est déjà sorti en Grande-Bretagne et sur le point de sortir ici. »
Le EP, composé de 4 titres instrumentaux, s’intitule Gesundheit von K. Il paraît le 1er janvier 1999 en Grande-Bretagne sur le label Fat Cat Records. La musique y couvre une grande variété de styles: du funk industriel du morceau titre, jusqu’au jazz alternatif de Kastrato. L’album, cependant, prévu pour sortir dans la foulée, sur le même label, sous le titre t.h.e.r.a.p.i.s.t.s., ne paraîtra jamais. Le trio se produit sur scène le 20 février 1999 dans un hangar de l’aéroport de Reykjavík, en première partie du groupe islandais Gus Gus. Mais cette nouvelle collaboration ne donnera pas d’autres concerts, ni d’autres disques. En 1999, Sigtryggur réside aux États-Unis et Hilmar au Danemark, de sorte que le projet Grindverk n’aura pas davantage de suite que Frosbite.

## Activités extramusicales
Malgré leur succès dans de nombreux pays, les membres des Sugarcubes, à l’instar de nombreuses formations pourtant favorisées par le destin, n’ont pu accumuler suffisamment d’argent durant leur aventure commune pour s’assurer un avenir paisible et oisif. Björk Guðmundsdóttir, par exemple, devra attendre 1994/1995, avec la réussite de son premier album solo, pour voir son niveau de vie matériel s’améliorer significativement.
En 2003, Einar confie à Árni Matthíasson, du quotidien Morgunblaðið : « Nous aurions pu indubitablement aller beaucoup plus loin sur la voie de la célébrité et certainement engranger beaucoup plus de gains, mais ce n’était pas ce que nous cherchions, de sorte qu’il n’y a aujourd’hui aucun regret à ce niveau, pas de mon côté en tous cas. » Par ailleurs les activités d’édition et d’organisation de concerts de la société Smekkleysa ne permettent pas non plus à ses membres d’en vivre. En effet, dès ses débuts, le label/maison d’édition connaît d’importantes difficultés financières. Le 21 novembre 1990, la sortie en Islande du disque Gling-Gló, de Björk Guðmundsdóttir et du trio de Guðmundur Ingólfsson, chez Smekkleysa, sauve une première fois la société de la faillite en se vendant très bien durant les mois qui suivent, au point de devenir disque de platine. L’album sera réédité dans les années 2000 avec le même succès.
En 1992, Björk et Bragi sont interrogés par Phil Ox, de Rock & Folk :
« 
- Björk : Notre société, Bad Taste, a fait venir les Satellites, Babylon Fighters et Manu Dibango pour un concert. J’étais l’attachée de presse.
- Bragi : Björk et Siggi s’en sont occupés avec l’ambassade de France et un tourneur français.
- R & F : Ça a été un succès ?
- Bragi : Euh, non, enfin oui, pour ceux qui sont venus voir le concert, mais ils n’étaient pas très nombreux. On a perdu un peu d’argent, on espérait plutôt en gagner…
- Björk : C’est l’histoire de notre vie, les groupes que l’on a signés sur Bad Taste se tirent lorsqu’ils réussissent pour aller dans une grosse boîte de disques. Bref, lorsqu’ils sont économiquement à côté de la plaque, c’est chez nous, lorsqu’ils réussissent, c’est chez les autres, C’est tout nous[19]. »

Ces difficultés financières prendront un caractère chronique tout au long des années 1990 et 2000. En 2006, la situation sera redressée une fois de plus in extremis grâce au concert d’anniversaire de la formation des Sugarcubes dont tous les bénéfices sont reversés au profit de la société. Contrairement à d’autres anciens membres du groupe, comme Margrét Örnólfsdóttir ou Sigtryggur Baldursson, par exemple, qui vivent de la musique après la dissolution de la formation, Einar exerce donc différentes activités professionnelles durant les années 1990 et 2000. En juillet 2003, Sheryl Garratt, à l’occasion d’une rencontre avec le chanteur, rapporte dans un numéro du magazine britannique Word : « Einar Örn [...] dirige le site web de Björk et est très fier du fait qu’il a évité, jusqu’à maintenant, tout travail régulier [day job]. »
Dès 1992, le mensuel musical allemand Zillo rapporte qu’après la fin de la tournée du deuxième album des Sugarcubes, au printemps 1990, Einar travaille en tant qu’animateur radio et comme videur dans une discothèque. Puis c’est le magazine britannique Q qui, en juillet 1998, dans sa rubrique « Where are they now? », consacrée aux six membres du groupe, s’intéresse aux activités professionnelles du chanteur. Selon le magazine, qui rapporte ses propos, et en dehors de son travail de création musicale dont il a été question ci-dessus, durant la période 1992 – 1998, Einar travaille comme journaliste en écrivant des articles sur la vie quotidienne à Reykjavík pour le journal Close Encounter. Il assure la promotion de disques pour Bad Taste. Il est employé en tant que barman. Il prend en charge l’organisation et la promotion de concerts à Reykjavík (Björk, The Prodigy, Fugees, Massive Attack). Il cofonde le premier cybercafé de la capitale islandaise (The Siberia Café), sans succès. Il travaille pour le Reykjavík Arts Festival. Et fin 1997, il s’installe momentanément à Londres pour mettre en place le site Web de One Little Indian. On peut ajouter à cela qu’il lance ensuite également le site officiel de Björk, dont il demeure le principal webmaster, qu’il continue de cogérer la société Smekkleysa et qu’il a récemment travaillé à l’organisation du festival Náttúra se tenant à Reykjavík, fin juin 2008.

### Damon Albarn
Plus inattendue, d’un point de vue musical, que la collaboration avec Hilmar Örn Hilmarsson fût à priori celle d’Einar Örn avec Damon Albarn, le chanteur du groupe pop-rock britannique Blur. Les deux hommes se rencontrent pour la première fois lors du passage des Sugarcubes à Boston, le 9 mars 1990. Ils restent en contact et se voient assez régulièrement à partir de 1991, soit à Londres, soit à Reykjavik, Damon Albarn se sentant de plus en plus attiré par la capitale islandaise et le pays en général.
Lorsqu’en 1998 le réalisateur Baltasar Kormákur leur présente le scénario librement adapté du roman de Hallgrímur Helgason, 101 Reykjavík, en leur demandant de composer la bande son du long métrage qu’il a l’intention de tourner, Einar Örn et Damon Albarn acceptent la proposition. Le tournage débute à Reykjavik en janvier 1999. Le duo compose l'essentiel de la musique parallèlement au déroulement de la réalisation du film, Damon Albarn prenant en charge les lignes mélodiques et Einar Örn la partie rythmique et différentes autres petites parties sonores. À l'issue de la période de montage du film, ils entrent en studio et enregistrent en quelques jours les idées ou compositions qui se sont accumulées durant environ un an et demi et qui constitueront la majeure partie de la musique du long métrage ainsi que le matériau principal d’un disque qui sera distribué à l’international par EMI-Soundtracks.
Le film est projeté pour la première fois en Islande le 1er juin 2000, puis à l’étranger dans les mois qui suivent (le 31 octobre 2001, en France). Contrairement à la coutume qui consiste à faire paraître le disque de la bande originale avant le film ou à peu près simultanément, les islandais devront attendre que le film ait été projeté dans les différents pays du monde pour voir l’album sortir sur leur territoire, plus d’un an après la parution du film, EMI ayant coordonné la distribution du disque sur l’ensemble des pays.
Deux ans plus tard paraîtra le premier disque de Ghostigital sur le label Honest Jons Records, de Damon Albarn. C’est sur une suggestion de ce dernier qu’Einar contactera le label et enregistrera l’album.
Quelques années plus tard, Einar Örn sera invité par Albarn à enregistrer une chanson pour l'album Plastic Beach de Gorillaz, sorti en 2010. Selon une interview donnée par Damon Albarn et Jamie Hewlett (le dessinateur du groupe virtuel) à l'époque, il s'agirait d'une version alternative du morceau "Glitter Freeze", en collaboration avec le chanteur de post-punk Mark E. Smith, non retenue sur l'album final. Dans cette version, Einar Örn incarnait le perroquet du pirate Mark E. Smith, capitaine du bateau Glitter Freeze, et lui donnait la réplique. De cette collaboration ne reste aujourd'hui qu'un dessin officiel avec le visage d'Einar Örn incrusté sur un perroquet.

### Ghostigital
Début juin 2003, Einar Örn se produit au chant et à la trompette sur une petite scène londonienne, accompagné de son fils Hrafnkell Flóki à la trompette, son filleul Óðinn Örn Hilmarsson et son voisin Elís Örn Pétursson à la guitare, ainsi que le producteur de disque Birgir Örn Thoroddsen (a.k.a. Bibbi Curver) aux machines. Ce dernier forme avec Einar un duo désigné sous le nom de Ghostigital. Ce même ensemble, auquel se joint un troisième guitariste, Frosti Logason, se produit le 30 août suivant, dans le club de Reykjavik, Gaukur á Stöng. Puis, le duo Einar Örn, Bibbi Curver assure l’ouverture au bar du Grand Rokk des rencontres musicales Stefnumót Undirtóna (les Rendez-vous des Sous-entendus) qui sont organisées en collaboration avec la station Rás 2 et se tiennent à Reykjavík le 18 septembre. Fin septembre 2003, le duo est à New York, au Joe’s Pub, en compagnie de Björk Guðmundsdóttir qui officie aux machines. Le 30 octobre, il présente 3 vidéos musicales lors d’une soirée de Smekkleysa, à la discothèque NASA de Reykjavík. Fin novembre, c’est à la Tate Gallery de Londres qu’il présente sa musique au public britannique, avant de se produire à nouveau dans la capitale islandaise, le 5 décembre, au Kapítal. Ces prestations, au cours desquelles la composition des musiciens accompagnateurs est à géométrie variable, accompagnent la parution du premier album signé Einar Örn, s’intitulant Ghostigital, et qui sort simultanément en Islande (chez Smekkleysa) et en Grande-Bretagne (chez Honest Jon's Records), le 15 décembre 2003.
Ces derniers mois de l’année 2003 sont ainsi caractérisés par le retour d’Einar Örn sur la scène musicale après 11 ans d'un silence relatif, malgré les deux précédents projets Frosbite et Grindverk. Son implication dans Ghostigital marque une nouvelle étape importante dans sa carrière musicale. Les rubriques musicales de la presse islandaise généraliste font référence au disque comme le premier « album solo » du chanteur : « Lorsqu’il est question de faire un album solo, Einar ne peut plus guère maintenir qu’il n’est pas musicien et accepte donc le fait à contre cœur, mais il ajoute que s’il peut se dire effectivement musicien sur le disque Ghostigital s’est grâce à Birgi Örn Thoroddson, Bibbi, qui travaille sur l’album avec lui. « J’ai toujours voulu faire ceci avec Bibbi, que cela soit notre travail, mais il a refusé, m’a dit que je devais faire çà moi-même, qu’il serait là simplement pour m’aider. Je ne voulais même pas chanter sur l’album, mais il m’a dit que je devais le faire, m’a tendu le micro et m’a dit « chante ! », tout comme les copains de Purrkur Pillnik autrefois. » Les médias anglais (BBC, The Independent, ..) et les sites Internet britanniques spécialisés (musicomh.com, logo-magazine.com, ..) s’intéressent également au retour de l’ancien membre des Sugarcubes. Les critiques accueillent ce premier essai plutôt favorablement, même si la musique est qualifiée de « chaotique » ou de « dingue ».
Le premier opus paraît donc mi-décembre 2003 sous le titre Ghostigital. Outre Einar Örn au chant et Bibbi Curver à la programmation, participent également à l’album le rappeur/producteur Sensational sur trois morceaux, Hrafnell Flóki à la trompette sur un morceau, Frosti Logason à la guitare sur trois morceaux, Sigtryggur Baldursson aux percussions sur deux morceaux et Davíð Þór Jónsson au piano sur un morceau. Le disque est produit, enregistré et mixé en Islande (les studios Tími et Sýrland, où avait été enregistré Here Today, Tomorrow Next Week !) sous la direction d’Einar et Bibbi. Durant l’année 2004, le duo se produit de manière sporadique, généralement devant un public restreint, en différents lieux de la capitale et diverses autres localités islandaises. En 2005 Einar Örn et Bibbi Curver préparent et enregistrent leur deuxième album qui s’intitulera In Cod We Trust. Le disque est achevé en octobre 2005 et, dès l’automne, la formation présente ses nouveaux titres, mélanges d’électro-punk, de free-jazz, d’indus et de hip-hop, à son public islandais ainsi que devant le public allemand de Cologne, en novembre 2005.
In Cod We Trust paraît le 7 mars 2006 simultanément chez Smekkleysa pour l’Islande, chez Honest Jon's, pour la Grande-Bretagne et la France, ainsi que sur le label Ipecac Recordings, de Mike Patton, ancien chanteur de Faith No More, pour les États-Unis. Musicalement de la même veine provocatrice et déstructurée que le précédent, ce deuxième album fait de nouveau appel à une pléiade d’invités, encore plus hétéroclite que sur le premier. On y trouve pêle-mêle les islandais Frosti du groupe Mínus, Elli de Jeff Who?, Gísli Galdu, Hrafn Ásgeirsson, Hrafnkell Flóki, le fils d'Einar, Mugison, qui chante sur un morceau, Ásgerður Júníusdóttir, chanteuse d'opéra, ainsi que les rappeurs Sensational, qui était déjà sur le premier album, et Dälek, et enfin Mark E. Smith de The Fall et le pianiste de jazz Steve Beresford. Le disque est plutôt bien accueilli par la critique islandaise. La tournée qui suit sa sortie passe cette fois par les États-Unis, en mai (San Francisco, New York et Los Angeles) et septembre 2006 (Minneapolis). En 2007, Einar continue de délivrer son chant corrosif non seulement sur les scènes américaines (Vancouver, Chicago), mais également européennes (Copenhague, Bristol...), en plus de se produire sur quelques concerts à Reykjavik. Cette même année Ghostigital produit deux remix des titres Declare Independence et Innocence, issus de l’album de Björk, Volta. À l’occasion de la sortie de ce dernier, le magazine français Les Inrockuptibles fait paraître un hors-série consacré à la chanteuse, dans lequel un chapitre est consacré à la scène islandaise actuelle. La formation bicéphale y est présentée dans les termes suivants : « Ghostigital, groupe d’un ex-Sugarcubes œuvrant dans une sorte de pop abrasive digne de The Fall – dont il a invité le leader Mark E. Smith sur son dernier album - et filtrée par un esprit proche des producteurs hardcore et métal les plus tarés. »